# 매킨토시 랩

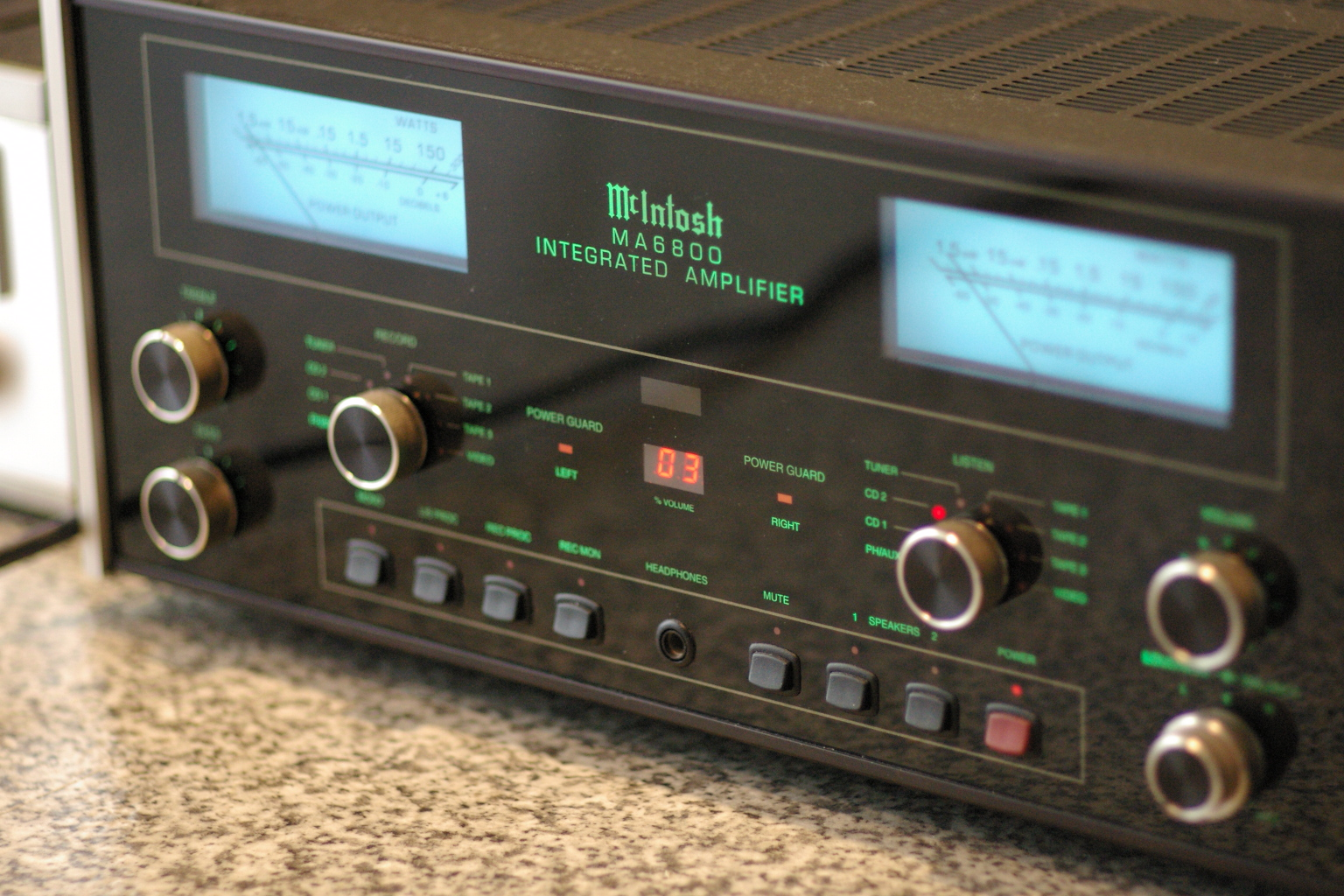
McIntosh MA6800

매킨토시 랩(McIntosh Laboratory)은 1949년 뉴욕의 빙햄튼에서 시작된 오디오 전문 제조회사이다. 매킨토시(혹은 맥킨토시)는 창업자인 Frank McIntosh의 이름에서 왔다. 진공관 오디오로 시작해, 트랜지스터의 발명과 더불어 생산되기 시작한 트랜지스터 오디오에 이르기까지 꾸준한 인기를 얻고 있다. 매킨토시의 푸른 빛 표시창은 하나의 트레이드 마크처럼 인식되고 있다

## 역사
1990년에 일본의 카오디오 회사인 클라리온(Clarion)으로 소유권이 넘어갔으며, 2003년 5월에 데논, 마란츠 등을 소유한 일본의 D&M Holdings가 클라리온으로부터 매수하였다. 카오디오 모델은 일본에서, 가정용 오디오는 미국에서 생산되고 있다. WRC의 임프레자(Impreza)로 유명한 스바루(Subaru)의 차량에는 일본에서 생산된 매킨토시 헤드와 앰프가 장착되어 판매된다.